# Cristóbal de Vergara Azcárate
Cristóbal de Vergara Azcárate y Caycedo (1766-1831) fue un abogado, profesor, político y prócer colombiano.
Cristóbal obtuvo el título de Colegial Formal el 13 de enero de 1787 expedido por el Arzobispo Virrey Antonio Caballero y Góngora, egresado de la Universidad del Rosario en Bogotá. 
Entre 1785 y 1786 fue procurador y de 1788 a 1789 fue segundo consiliario del rector del Rosario y en 1789 es nombrado vicerrector del Rosario.
Entre 1795 y 1804, Vergara trabajó como Contador de las Cuentas Reales y administró el destacado monopolio del Aguardiente.Fue perseguido por los españoles durante la Reconquista de 1816 donde escapó milagrosamente con sus hijos, escondiendose en las montañas de Cundinamarca.

## Gran Colombia
Desde Tunja, en 1825 fue designado por Francisco de Paula Santander como secretario de Hacienda y en 1825 Intendente General (gobernador) de Cauca y de Boyacá. En 1826 se expide la ley orgánica de milicias donde se ordena la creación de milias para defender a la Gran Colombia ante cualquier invasión extranjera, a la cual debían integrarse todos los ciudadanos entre 18 a 35 años  incluyendo a indígenas, por lo cual los gobernadores tenían que reclutar las nuevas milicias. Es recordada una carta de Vergara de septiembre de ese año que actuando como prefecto del Cauca le pide al secretario del Interior José Manuel Restrepo eximir a los indígenas del enlistamiento a las milicias, le dice que aunque los indígenas están sujetos a la ley orgánica en su condición de ciudadanos, es mejor eximirlos del servicio, esto en parte por la tradición de una política proteccionista de la Corona en favor de las comunidades ancestrales americanas, que Vergara conocía y explica que eran mejores para abastecer a las tropas y en la agricultura. La respuesta fue negativa, era imposible exonerarlos pero a insistencia de Vergara le concedió la opción de no enlistarlos.
En 1830 durante la presidencia de Simón Bolívar y último año de la Gran Colombia Vergara se desempeñó como Intendente gobernador de Cundinamarca y administrador de las minas de sal de Zipaquirá de donde se conoce la siguiente carta;

«El ciudadano Vergara goza una reputación tan eminente, que su propia elevación lo ha colocado fuera del alcance de la maledicencia.»
Carta de Simón Bolívar a Francisco de Paula Santander

Murió en 1831.
Entre sus descendientes se cuentan figuras destacadas tanto en Colombia como a nivel internacional, entre ellas el escritor Saturnino Vergara Moure, el abogado y economista, Eduardo Vergara Wiesner, la reconocida actriz Sofía Vergara y la comunicadora y empresaria Claudia Vergara.